# Parallels (Unternehmen)
Parallels International ist ein 1999 gegründetes und mittlerweile in Schaffhausen ansässiges Unternehmen, welches Virtualisierungslösungen für Server und Workstations anbietet. Das bekannteste Produkt ist Parallels Desktop for Mac. Seit dem 20. Dezember 2018 ist Corel Corporation der neue Eigentümer.

## Geschichte
Das Unternehmen war Teil des auf Geschäftskunden fokussierten Virtualisierungssoftwareanbieters SWsoft. Der ursprüngliche Firmensitz war bis September 2006 in Herndon (Virginia).
Parallels ist 2006 hauptsächlich durch sein Mac-Intel-basiertes Produkt Parallels Desktop for Mac bekannt geworden, welches einen Tag nach der Ankündigung von Apples Boot Camp vorgestellt wurde. Parallels nutzt die Virtualisierungstechnologie der Intel-Core-Architektur, um transparenten Zugriff auf den Prozessor zu erlauben.
Weitere Produkte von Parallels sind u. a. die Parallels Workstation, ein Virtualisierungswerkzeug für Microsoft Windows und Linux, sowie das Webserver-Konfigurationstool Plesk, der Web Presence Builder und H-sphere.
Im Zeitraum 2001–2003 baute Parallels seine allgemeine Präsenz aus, indem es an große ISP- und Hosting-Firmen (wie z. B. die Strato AG) fertige Plesk-Lizenzen für Windows- und Linux-Server auslieferte.
Im März 2015 benannte Parallels den Service-Provider-Geschäftsbereich in Odin um. Im Dezember 2015 erfolgte der Verkauf der Odin-Sparte an Ingram Micro für 163,9 Mio. USD.
Im Dezember 2018 erwarb der kanadische Software-Hersteller Corel das Unternehmen.